# Savines-le-Lac

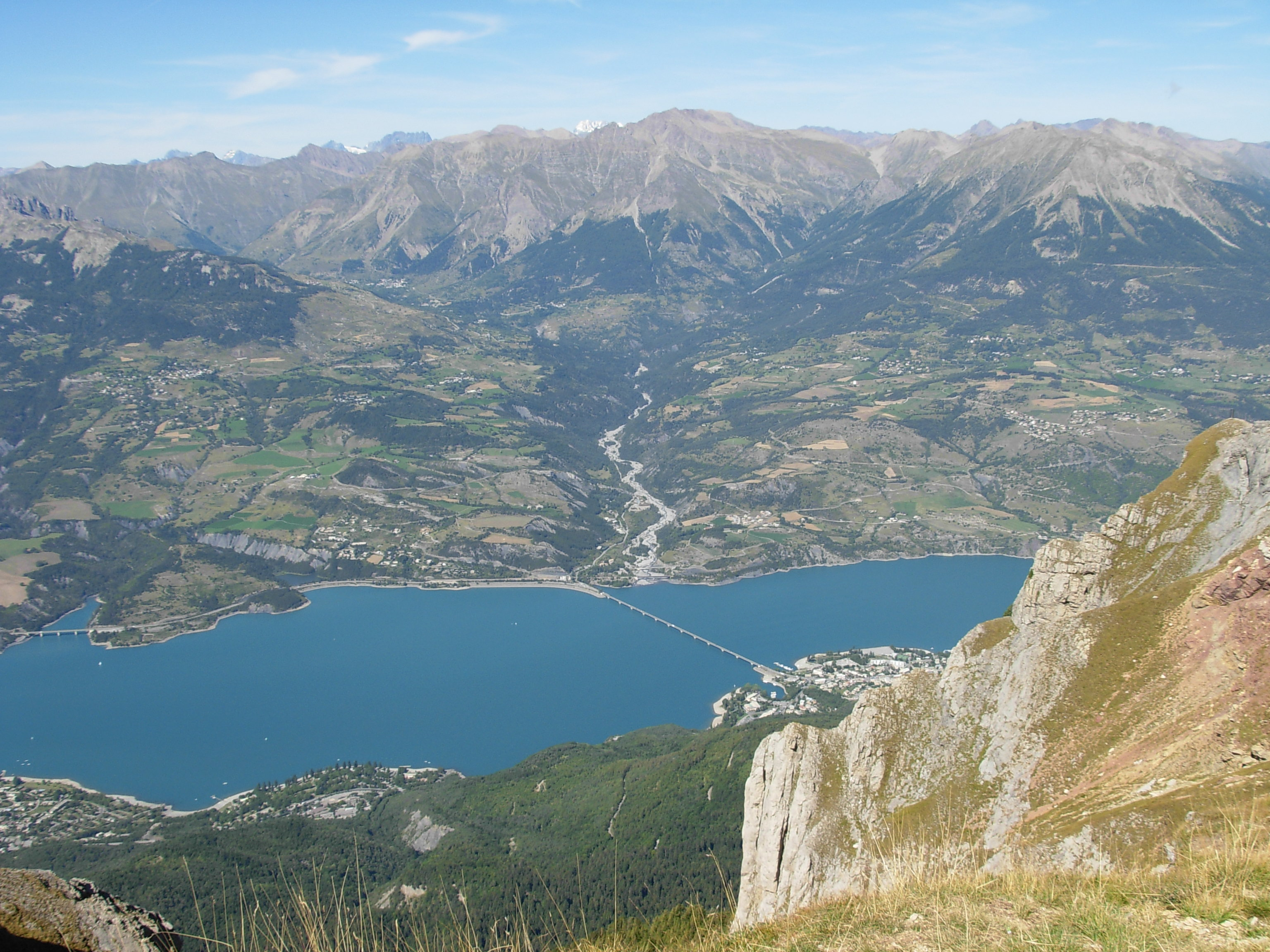

Savines-le-Lac är en kommun i departementet Hautes-Alpes i regionen Provence-Alpes-Côte d'Azur i sydöstra Frankrike. Kommunen ligger  i kantonen Savines-le-Lac som ligger i arrondissementet Gap. År 2022 hade Savines-le-Lac 1 109 invånare.

## Befolkningsutveckling
Antalet invånare i kommunen Savines-le-Lac
Referens:INSEE